# Immissario

## Toponimia

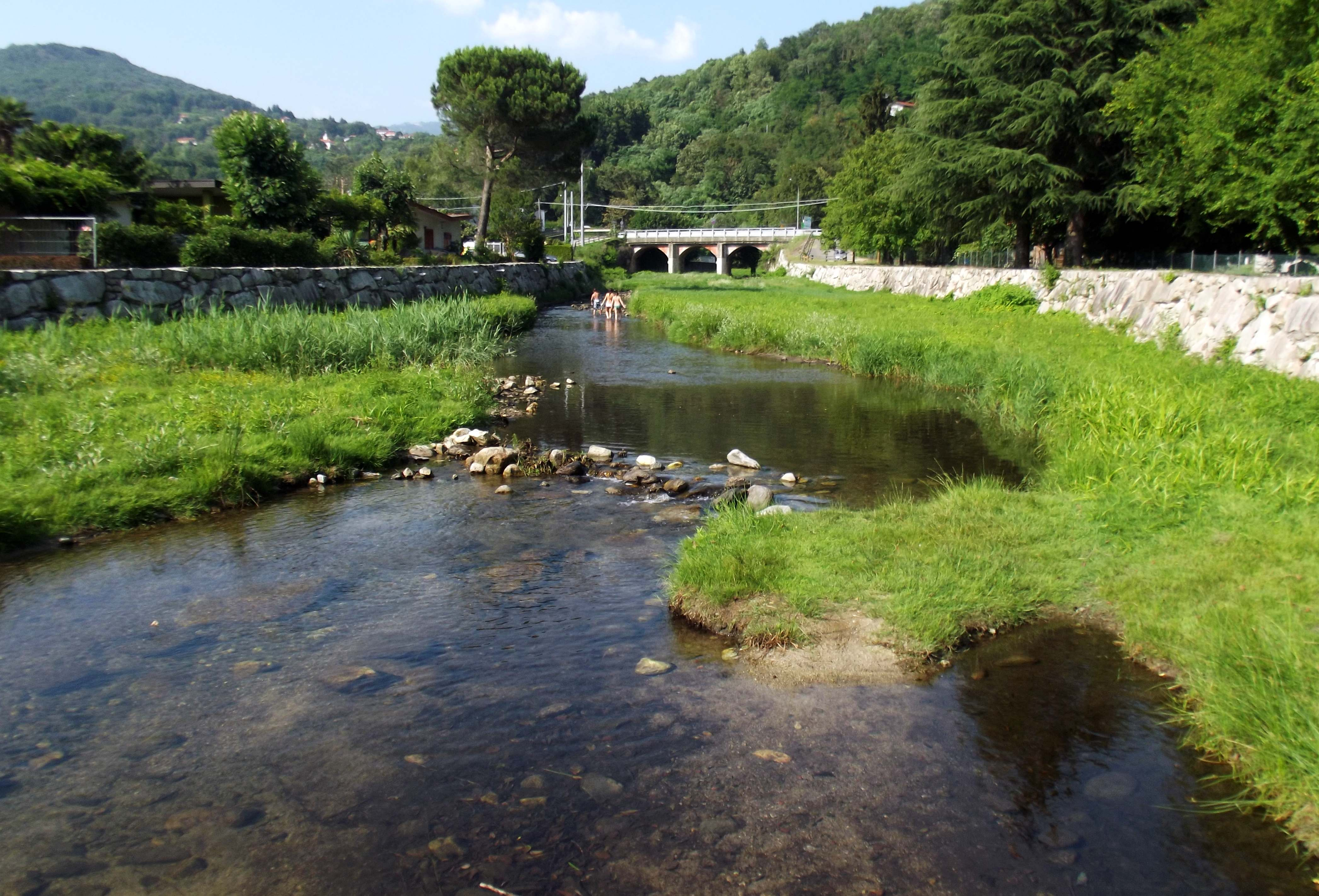
Lo sbocco del torrente Pescone nel lago d'Orta.

Ci sono casi in cui l'immissario e l'emissario, un fiume che fa defluire l'acqua di un lago, hanno nomi diversi. In Italia il lago più grande, il Lago di Garda, ha l'immissario principale (il Sarca) e l'unico emissario (il Mincio) con un nome diverso. Il secondo lago italiano, il Lago Maggiore, ha un unico emissario (il fiume Ticino) che è anche un suo immissario (degli oltre 30).

## La zona di sbocco nel lago
Nella zona del lago circostante allo sbocco dell'immissario possono venirsi a creare correnti (correnti dovute all'immissario) che modificano localmente la normale stratificazione delle acque lacustri. I sedimenti depositati nel lago da un immissario possono creare diverse configurazioni costiere a seconda del punto dove esso sbocca nel lago. Ad esempio nel caso di laghi vallivi l'immissario che entra nello specchio d'acqua dall'estremità più a monte della conca valliva crea un genere un'area pianeggiante che con il tempo avanza verso valle riducendo la dimensione dello specchio di acqua libera. Nel caso invece di una confluenza laterale può venirsi a formare un delta lacustre che, se le acque non sono molto profonde, avanza in taluni casi fino a toccare la sponda opposta suddividendo il bacino lacustre in due tronconi indipendenti.